# Municipio de Reno (Míchigan)
El municipio de Reno (en inglés, Reno Township) es un municipio del condado de Iosco, Míchigan, Estados Unidos. Tiene una población estimada, a mediados de 2023, de 631 habitantes.
Abarca una zona exclusivamente rural.

## Geografía
Está ubicado en las coordenadas 44°17′5″N 83°49′1″O / 44.28472, -83.81694. Según la Oficina del Censo, tiene una superficie total de 91.5 km², de los cuales 91.4 km² corresponden a tierra firme y 0.1 km² están cubiertos de agua.

## Demografía
Según el censo de 2020, en ese momento había 632 personas residiendo en la zona. La densidad de población era de 6.9 hab./km². El 94.0 % de los habitantes eran blancos, el 0.6 % eran afroamericanos, el 1.3 % eran amerindios, el 0.9 % eran asiáticos, el 0.2 % era de otra raza y el 3.0 % eran de una mezcla de razas. Del total de la población, el 1.9 % eran hispanos o latinos de cualquier raza.